# Setodes oxapius
Setodes oxapius là một loài Trichoptera trong họ Leptoceridae. Chúng phân bố ở miền Tân bắc.